# Kwadrat (imię)
Kwadrat – imię męskie pochodzenia łacińskiego (łac. Quadratus), gr. Κοδράτος (Kodratos, Kodrat). Pierwotnie był to przydomek (cognomen) oznaczający „czworoboczny”, „proporcjonalny”, „dobrze zbudowany”.
Kwadrat imieniny obchodzi 26 marca i 26 maja.
Imię nie jest popularne w Polsce.
Święci o tym imieniu
- Kwadrat Apologeta, wspominany 26 maja[3],
- Kwadrat, biskup i męczennik (†259), wspominany 21 sierpnia[3],
- Kwadrat z Anatolii (†304), wspominany 26 marca razem z Emanuelem, Sabinem i Teodozjuszem[5],
- Kwadrat z Koryntu, wspominany 10 marca[3].